# 美洲黑熊
美洲黑熊是生存于北美洲的一種熊科熊屬的動物。分布範圍除从阿拉斯加南部一直到墨西哥北部，包括了美國39個州和加拿大除爱德华王子岛的所有省份。食物百分之七十五以上為植物。目前主要生存在北美洲的各個國家公園和山區間。據估計，在人類未抵美洲前，曾有上百萬隻，全新世前一度減少到二十萬隻，現在大約已增加到六十萬隻。

## 身體結構
黑熊大概有六呎高，四肢粗短。雌性大約40到150公斤，雄性重量大約60到225公斤。剛出生的黑熊大約200到450克。成年的黑熊有細小的眼睛，圓耳朵、長鼻子，軀幹大和短尾巴。牠們嗅覺靈敏，即使多數黑熊有很長的黑毛，但牠們的毛色會因不同的亞種而有不同的毛色，由密西西比河西部常見的白色到巧克力棕色、肉桂棕色、金黃色、再到東部的黑色。另外偶然也有些黑熊有突變的白紋在胸部。美洲黑熊一般都用四肢行走，但亦能用後肢站立和行走。由基於腳底扁平，黑熊行走緩慢，後肢也較前肢稍長，但能極速短暫奔跑。牠們的掌有五隻強壯的爪，用來撕裂獵物、挖洞和攀爬，前掌的揮擊力量足以殺死一隻成年的美洲赤鹿。

## 棲息地和活動
黑熊喜歡生活在森林和灌丛，如潮濕草地、山背頂、被燒過地區、河岸地區和山崩斜道。牠們也常出入在較潮濕硬木樹和針葉樹森林。在冬眠後的春天，牠們會在南面的低斜坡覓食，之後在夏天搬到北面和東面的高斜坡。黑熊用稠密的蓋來藏起自己和保熱功能，相好像被子一樣。當牠們遇到危險時會爬到樹上，和用森林地區作為行走迴廊。黑熊在冬天冬眠，並在樹洞、圓木或石下、河堤邊、山洞、暗溝和淺窪地建立巢穴。
黑熊在四至五歲成熟，每隔二至三年生殖，並在春季懷孕（6，7月），而受精卵要到黑熊媽媽在冬休期間才開始成長。但是如果冬眠時食物不足和熊媽媽攝取脂肪不足而仅能維持牠自己，那麼胚胎便會不能再发育。幼熊通常會在1或2月出生，雙胞胎也很常見，但4胎則以上則少見。首次生育的熊媽媽通常只生一隻幼熊。幼熊出生時看不清東西，在春天暖和後，黑熊開始離開巢穴，幼熊也充滿能量，好奇和愛玩。當牠們媽媽感覺到危險，牠就會叫那些幼熊爬上樹上。幼熊通常在首年的7至9月斷奶，並在首個冬天和熊媽媽一起生活。而第2年冬天牠們已獨立生活。幼熊的生存完全是依靠熊媽媽教牠們覓食的技能，哪裡找和怎樣找食物，哪裡找洞穴，和在何時和哪裡找庇護來保暖和避開危險。

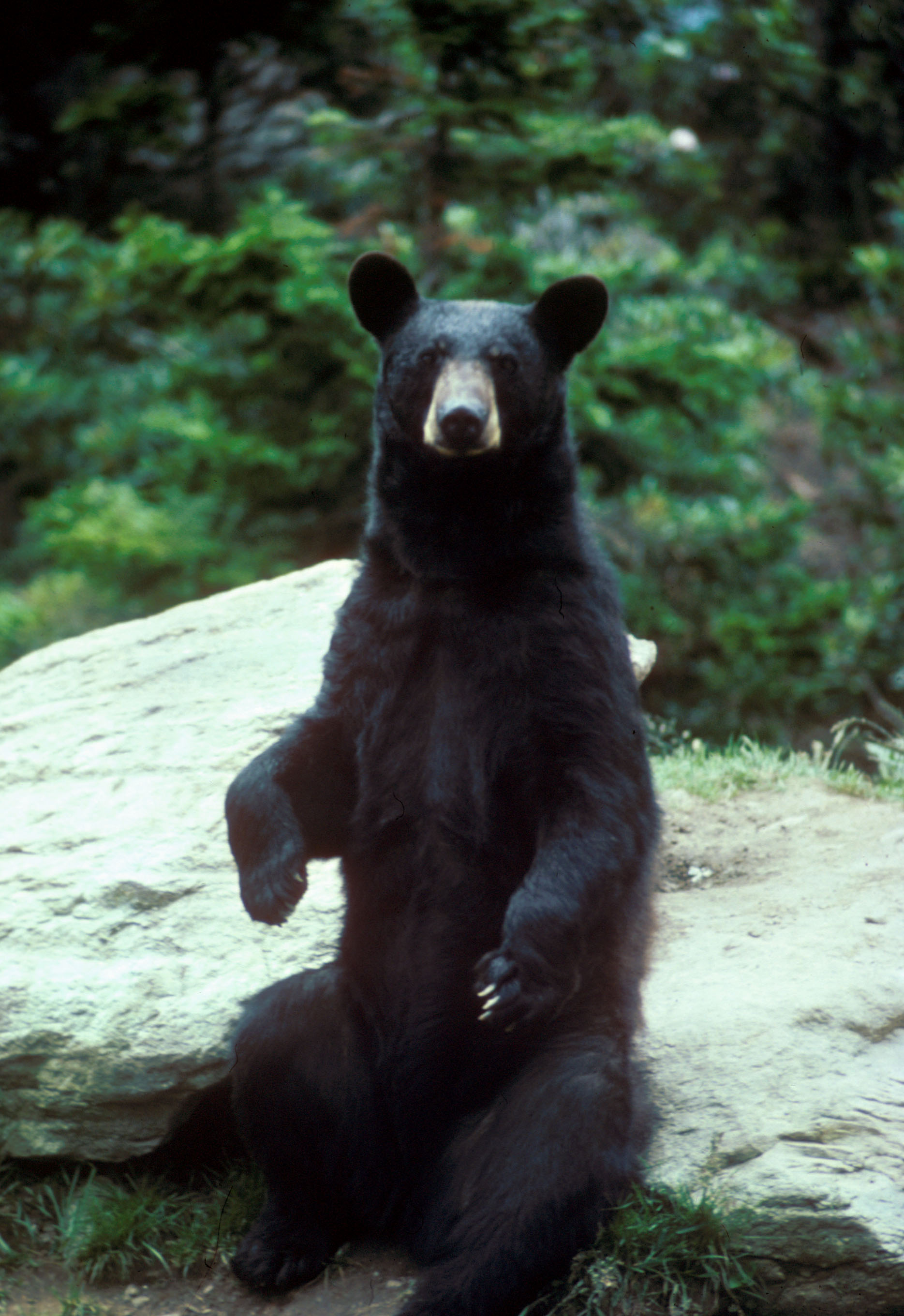

黑熊是雜食性動物，食物範圍廣泛，但主要食物為禾本科植物、草本植物、水果和樹木的果實、種子。也吃昆蟲，例如木蟻、黃蜂、蜜蜂和白蟻等。
不像棕熊，黑熊較喜歡吃死了的生物，因此人類會在被黑熊攻擊時不要装死。像很多動物，黑熊很少會無故攻擊其他生物。黑熊捕食人類更是罕見。有統計指出在北美的過去100年，只有56個被黑熊殺害的個案。
黑熊吃很多類型的植物果實和堅果，不同棲息地居住的黑熊有不同偏好。
另外，黑熊會吃鮭魚、亞口魚科、短吻鱷蛋、螯蝦、鱒魚，也會搜捕果園、蜂窩、農田。牠們會在私人房屋和公司的垃圾堆和廢物筒裡找食物。而當天然食物不足時，牠們偶然也會捕食家畜的羊和豬。

## 歷史和爭議
美洲黑熊的各種習性及生活型態直到近年才逐漸為人所了解。但在20世紀之前，這些黑熊被當為害獸，食物或戰利品，斷斷續續地獵殺，他們被視為邪惡的野獸或用不盡的商品。直至近年在很多地方，開始有關於黑熊的資助金。另外也因為其皮毛的價值往往被獵殺：例如英國皇室衛隊直到今天仍使用其熊皮來製成禮帽，因此遭到環保團體嚴厲批評，而禮帽的原名更稱為「熊皮」。
但是，黑熊也被認為無辜和受人喜愛。例如幼黑熊泰迪熊就是因為美國總統西奧多·羅斯福拒絕獵殺牠而得以生存。現在黑熊被認為是一種重要的獵物品種，因為牠們是國際間討論的一個要點，特別在發現有很多黑熊能生活舒服的郊外。黑熊的繁殖率相對地較低，因此牠們被小心管制，尤其在一些數目少和棲息地不再完整的地區。
黑熊的癖性會根據食慾和棲息地而改變，而人類的侵佔更導致兩者之間的鬥爭。這尤其發生在少見和長時間沒見過黑熊的地方，如美國東部的很多地區。新澤西州就是個好例子，在那裡黑熊在新世紀之前是很少見的，因為多數土地都被改成住宅和農地。結果對狩獵和林業都造成壞影響。結果在1970年，只剩下100隻黑熊。但是由於土地運用，管理的改變，和鄰近地方賓夕法尼亞州和紐約的黑熊數目在2003年增至1500隻。這些地區的居民開始發現附近的垃圾和鳥類餵食器都有被搗亂過的情況，更甚的是有黑熊常闖入或攻擊人類住宅（入侵通常發生在牠們不再害怕人類，和能從人類那裡去得食物後；而攻擊則是與牠們搶食物時與人類發生的衝突）。這些引起市民和科學家們的擔心。而同類的事情也發生在其他國家和加拿大。國家，省份和聯盟的代表正在商討關於捕捉釋放計畫，限制獵殺，和用橡膠子彈來捕捉牠們，和其他使人討厭的技術。在農業地區，電籬笆則非常有效。

## 野外露營
因種種原因，牠們曾如其他動物被人類獵殺到極少數量，但經過美國及加拿大嚴格的保育計劃，數量已逐漸恢復，尤其在紐澤西州，數量從1970年的大約100隻增加到最近的1500隻以上。另外隨著棕熊數量下降，黑熊有增加的趨勢。黑熊通常不會主動攻擊人，但在野外遇上仍有一定程度危險性，在野外露營時最好注意下列事項：
- 不要把食物帶進帳篷內，因為這不只會吸引螞蟻進內，可能也會吸引到其他動物。
- 使用沒有香氣的肥皂和水徹底地清洗所有煮食用具，如鍋，平鍋和烤架等，並確定沒有留下任何能令動物到聞到的食物痕跡。
- 不要把食物隨便放置在周圍。用膳後，要清理所有東西，並把未吃完的食物放在塑膠袋或其他容器裡面。
- 不要以為把食物和供應品放在車裡是安全的。如果一定要放置供應品在車內，請把它們鎖在汽車車尾的行李箱裡。因為不能預知黑熊是否會打破擋風玻璃和車窗。
- 不要穿著煮食時的衣服去睡覺，把骯髒的衣物放在帳篷外。
- 如果可以，使用熊罐去安全保管食物或吊高你的食物到離地10呎和離熊袋4呎的樹上。
- 拋棄剩菜時要小心，嘗試把剩菜拋棄在遠離營地的指定設備裡。
- 避免帶甜味的物品，例如有香味的肥皂或咳嗽單糖漿（因為黑熊會以為那些是食物）。如果一定要帶，應放在熊袋或熊罐，然後吊在樹上。並在下午四點後不要穿著任何帶氣味的衣物，包括有防臭藥和防昆蟲劑的味的。
- 不幸被熊取走食物，請不要試圖去拿回。這是不值得的打鬥。
- 不要餵黑熊。（想想當黑熊知道露營者再沒有其他食物餵牠時，牠會怎樣？）
- 如果同時帶了寵物一起露營，確定牠安全和有用皮帶一直繫住。

## 分類和亞種範圍
美洲黑熊被分類為哺乳類、食肉目、熊科。現在被接受的亞種（with their respective ranges）包括：
| 亚种                               | 分佈地區                                                                           |
| ---------------------------------- | ---------------------------------------------------------------------------------- |
| Ursus americanus altifrontalis     | 由加拿大卑詩省中部至加州北部和內陸到愛德荷州北端和卑詩省的太平洋西北岸。           |
| Ursus americanus amblyceps         | 科羅拉多州，新墨西哥州，西德克薩斯州和亞利桑那州東半部到墨西哥北部;猶他州東南部。  |
| Ursus americanus americanus        | 由蒙大拿州東到大西洋鎮；由阿拉斯加州南部和東部到加拿大到大西洋鎮和南至德克薩斯州   |
| Ursus americanus californiensis    | 加州中部山谷，奧勒崗州的南部至北部。                                               |
| Ursus americanus carlottae         | 夏洛特皇后群島和阿拉斯加州。                                                       |
| Ursus americanus cinnamomum        | 愛達荷蒙大拿，蒙大拿蒙大拿西部，和懷俄明州，華盛頓州和奧勒崗州東部，猶他州東北部。 |
| Ursus americanus emmonsii          | 阿拉斯加州東南部。                                                                 |
| Ursus americanus eremicus          | 墨西哥東北部。                                                                     |
| Ursus americanus floridanus        | 佛羅里達州，喬治亞州南部和阿拉巴馬州。                                             |
| Ursus americanus hamiltoni         | 紐芬蘭島嶼。                                                                       |
| 柯莫德熊 Ursus americanus kermodei | 卑詩省亞中岸。                                                                     |
| Ursus americanus luteolus          | 德克薩斯州東部，路易西安納州，密西西比州南部。                                     |
| Ursus americanus machetes          | 墨西哥中北部。                                                                     |
| Ursus americanus perniger          | 阿拉斯加州的基奈半島。                                                             |
| Ursus americanus pugnax            | 阿拉斯加州的阿歷山大群島。                                                         |
| Ursus americanus vancouveri        | 卑詩省的溫哥華島。                                                                 |

## 現時的法律保護

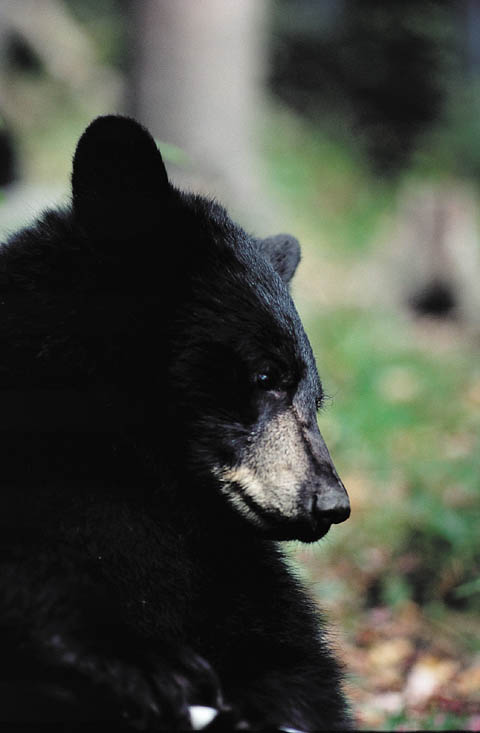
在佛羅里達州的公路，每年有超過50隻熊被殺。

現時對美洲黑熊的最大威脅就是偷獵，非法捕殺，和供應到亞洲市場的的熊膽和熊掌，因為在中國、日本和韓國等亞洲國家都認為這些有東西有藥用價值。這些部份的需求也都影響到灰熊和北極熊。瀕危野生動植物種國際貿易公約（CITES），一個包括超過120個國家的聯盟，提供了一系列措施去防止國際間的野生動植物非法貿易，這幫助黑熊免被偷獵。
黑熊在很多的西部，部分中西部和加拿大的多數地區都很常見。例如安大略就是接近十萬隻熊的住所，緊隨有鄰近的魁北克，而明尼蘇達州也有三萬隻黑熊。相對地在愛荷華州，那裡的土地多數用於農業方面，實際上可以說是沒熊。在美國東部的數目更有明顯穩定的增加：黑熊會返回那些超過整世紀沒有住過的地方，而現在又恢復回適合居住的棲息地。有很多林木地區的東部州分，黑熊數目生長得很迅速；在北卡羅萊納州，據2004年的最後一次統計顯示有大概11000隻熊，賓夕法尼亞州統計過現時有15,000熊，新澤西州（其中一個都市化城市）有1,500，即使很小的羅德島州也證實有熊搬進該地有近十年沒有熊出入的地區。
但並非所有黑熊都有這麼多。有其中2個的數目則非常少，2個亞種分別是路易斯安那州黑熊和佛羅里達州黑熊，主要因為棲息地喪失和被剝蝕而不斷減少。在墨西哥，土產黑熊的數目也被列為瀕臨絕種，而該國家多山的北部的不完整棲息更限制了牠們的生長。在1992年，美國魚類與野生協會根據美國瀕臨絕種動物法案把路易斯安那州黑熊亞種列為"受威脅"，這意味著在不久的將來這個亞種將可能會被滅種。美洲黑熊也受到受影響國家的法律保護（路易斯安那州、密西西比州和德克薩斯州），由於牠們很接近這品種。而佛羅里達州黑熊則是美國瀕臨絕種動物法案下受保護候選者。

## 外部連結
- 黑熊保護委員會 （页面存档备份，存于）（英文）
- 洛基山脈南部的洛基山（英文）
- 美國魚類與野生協會 （页面存档备份，存于）（英文）
- 北美洲熊中心 （页面存档备份，存于）（英文）
- 黑熊返回密西西比州（英文）
- 美洲黑熊（Ursus americanus）facts - 野生動物線上百科全書（英文）
- 黑熊圖片 （页面存档备份，存于） - 來自阿拉斯加州（英文）
- 猶他州的黑熊[]（英文）
- 北美洲的黑熊（英文）